# گمینا کونگوشا
گمینا کونگوشا (به لهستانی:  Gmina Koniusza) یک گمینا در لهستان است که در شهرستان پروشوویتسه واقع شده‌است. گمینا کونگوشا ۸۸٫۵ کیلومتر مربع مساحت و ۸٬۶۶۳ نفر جمعیت دارد.